# بيرقدار ميني (طائرة دون طيار)
بيرقدار ميني هي طائرة بدون طيّار مُصغَّرة تُنتجها شركة بيرقدار التركية.

## التطوير

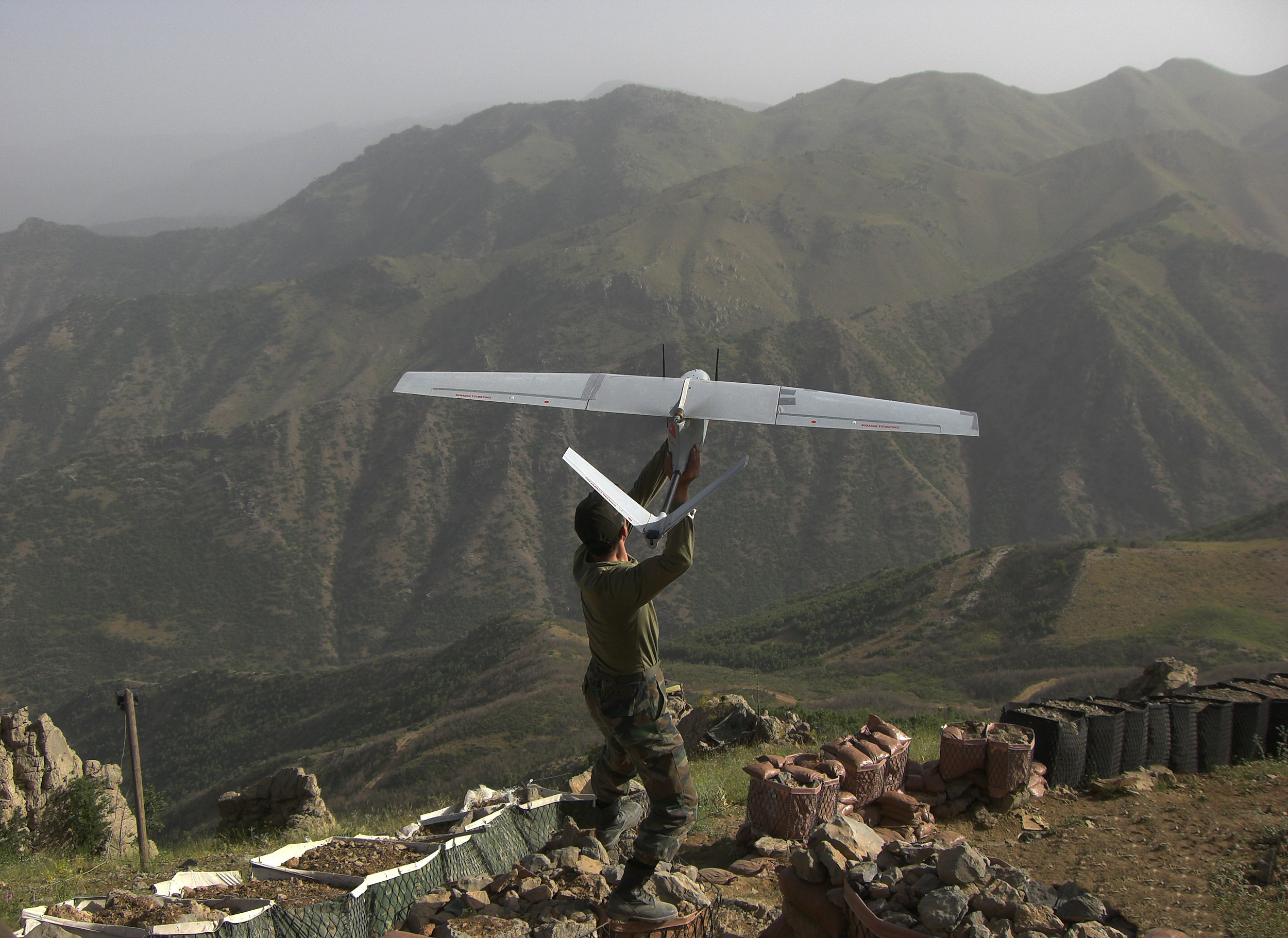
جندي تركي لحظة إطلاق طائرة بيرقدار

مع بروزِ مفهوم الاستطلاعات الجوية و‌المراقبة في النهارِ كما في الليل؛ بدأت بعضُ الشركات التركية منذُ عام 2004 في العمل على تطوير أنظمة عسكريّة تُتيح عمل استطلاعات جويّة بسهولة فضلًا عن المراقبة بل وحتى القصف إن لزم الأمر. طُوٍّر النموذج الأولي من طائرة بيرقدار في عام 2005 حيثُ صدر تحتَ اسمِ بيرقدار واحد التي ذاع صيتها محليًا حينها بعدما تمكّنت الطائرة من تحقيقِ إنجازاتٍ كبيرة في مجال الطيران حينها. بدأَ تشغيل هذا النوع من الطائرات – والذي كانت تُشرف عليه شركة بيرقدار – من قِبل القوات المسلحة التركية في عام 2007؛ قبل أن تقوم القوات المسلحة القطرية في عام 2012 بشراءِ بعضٍ منها بعدما نجاحها وفعاليّتها في الأهداف التي صُنعت خِصِّيصًا لأجلها.

## نظرة عامة

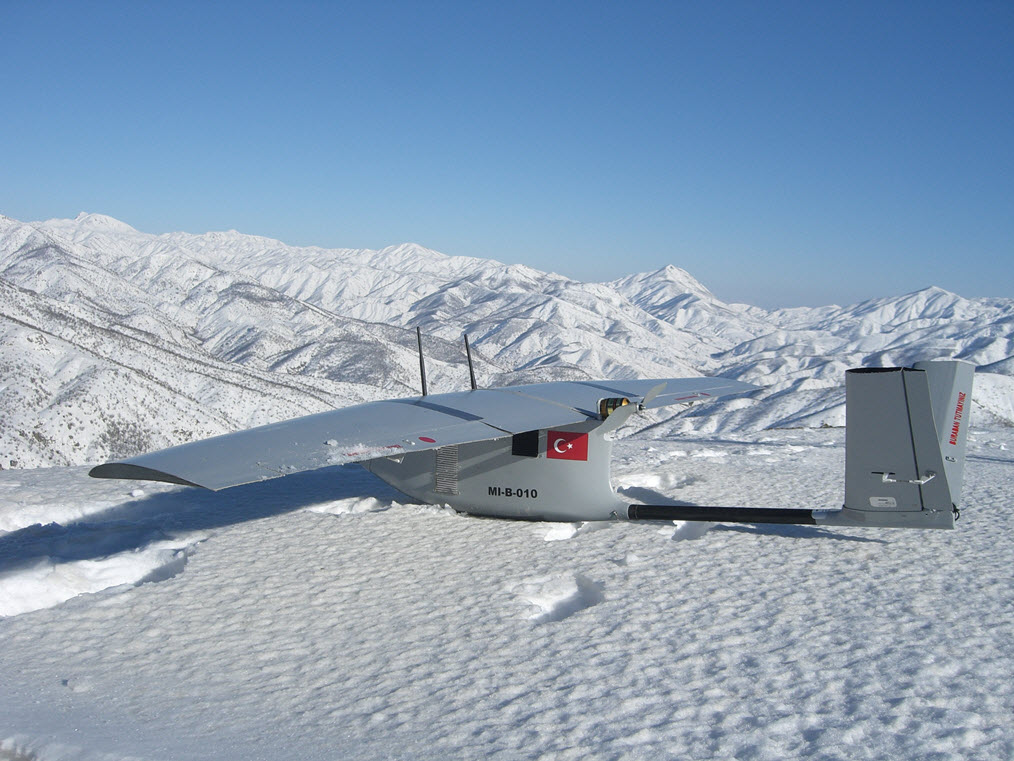
طائرة بيرقدار فوق أرضيةٍ من الثلج

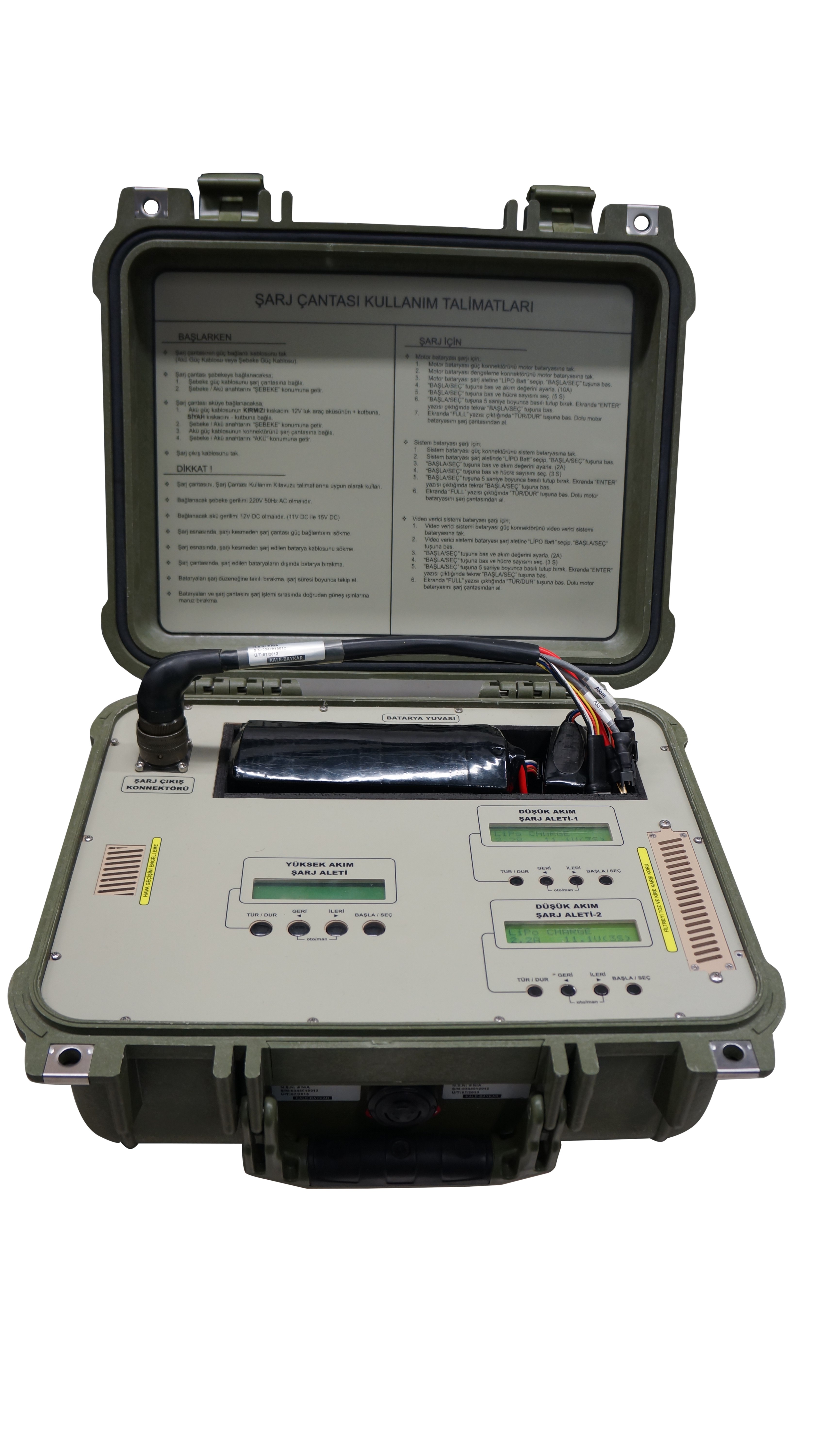
وحدة شحن بطارية الطائرة

بيرقدار هي من نوعِ الطائرات بدون طيار التي تُحمل باليد؛ ومُصمَّمةٌ للعمل في ظل ظروف جغرافية قاسيّة. زُوِّدت النسخة الثانية من بيرقدار – والتي سُمِّيت بيرقدار ب – بوحدات عسكرية صغيرة؛ وسجَّلت منذ عام 2012 أكثر من 50,000 ساعة طيران. يوفِّرُ نظام الطائرة استقلاليةً كاملةً مع ميزات الحماية فضلًا عن سهولة التشغيل.
تتمتَّعُ بيرقدار بعددٍ من الميزات الرئيسية بما في ذلك:
- ملاحة تلقائيّة
- اتصال رقمي آمن
- العودة الرئيسية والهبوط التلقائي بالمظلة في حالة فَقْد الاتصال
- نظام إدارة البطارية
- القيادة/التحكم عن بُعد
- شاشة عن بُعد
- إقلاع تلقائي
- إبحار تلقائي
- هبوط تلقائي
- نشر المظلة تلقائيًا
- التحكم الآلي في الطائرة في حالة حدوثِ خللٍ في المحرك الكهربائي
- التحكم في الدوران التلقائي في حالة سوء الأحوال الجويّة
- تحديث البيانات بشكل تلقائي عبر عرض بيانات القياس عن بعد والمسارات وما إلى ذلك
- عرض الفيديو على الشاشة
- نظام تتبع هوائي تلقائي

## التاريخ التشغيلي
تعملُ طائرة بيرقدار منذ عام 2007؛ وقد ساهت في عددٍ من عمليّات الجيش التركي بما في ذلك:
- حماية مقبرة سليمان شاه الواقعة في سوريا[9]
- تعقَّبت بيرقدار عناصرَ لتنظيم الدولة الإسلاميّة (داعش) وقصفتهم في سوريا[10]

## المواصفات
|                   | بيرقدار أ               | بيرقدار ب                                  | ملاحظات                              |
| ----------------- | ----------------------- | ------------------------------------------ | ------------------------------------ |
| الطول             | 1.2 متر                 | 1.2 متر                                    |                                      |
| طول الجناح        | 1.6 متر                 | 1.9 متر (2.5 متر اختياري)                  |                                      |
| الوزن             | 3.5 كلغ                 | 4.5 كلغ                                    |                                      |
| مصدر الطاقة       | كهربائية                | كهربائية                                   |                                      |
| الإطلاق           | يدوي                    | يدوي                                       |                                      |
| الهبوط            | هبوط تلقائي             | هبوط تلقائي/هبوط بمظلي                     |                                      |
| شبكة الاتصالات    | 10 كم                   | 15 كم (مع نظام تتبع هوائي تلقائي)          |                                      |
| قدرة التحمل       | > 60 دقيقة              | > 60 دقيقة (مع ارتفاع التشغيل لـ 1000 متر) |                                      |
| الارتفاع التشغيلي | 1000 قدم                | 3000 قدم                                   |                                      |
| أقصى ارتفاع       | 12,000 قدم              | 12,000 قدم                                 |                                      |
| سرعة الطواف       | 70 كم/ساعة              | 55 كم/ساعة                                 |                                      |
| الحمولة 1         | كاميرا سي سي دي (ثابتة) | كاميرا سي سي دي                            | كاميرا سي سي دي (حركة ثنائية المحور) |
| الحمولة 2         | كاميرا حرارية (ثابثة)   | كاميرا حرارية (شبه ثابتة)                  | كاميرا حرارية (حركة ثنائيّة المحور)   |
| البناء            | مادة مُركَّبة              | مادة مُركَّبة                                 |                                      |
| طاقم التشغيل      | 2                       | 2                                          |                                      |

## المستخدمون
- تركيا[1]
- قطر[11][12][13]